# 溪頭里
25°02′05″N 121°28′01″E / 25.0346522°N 121.4670422°E

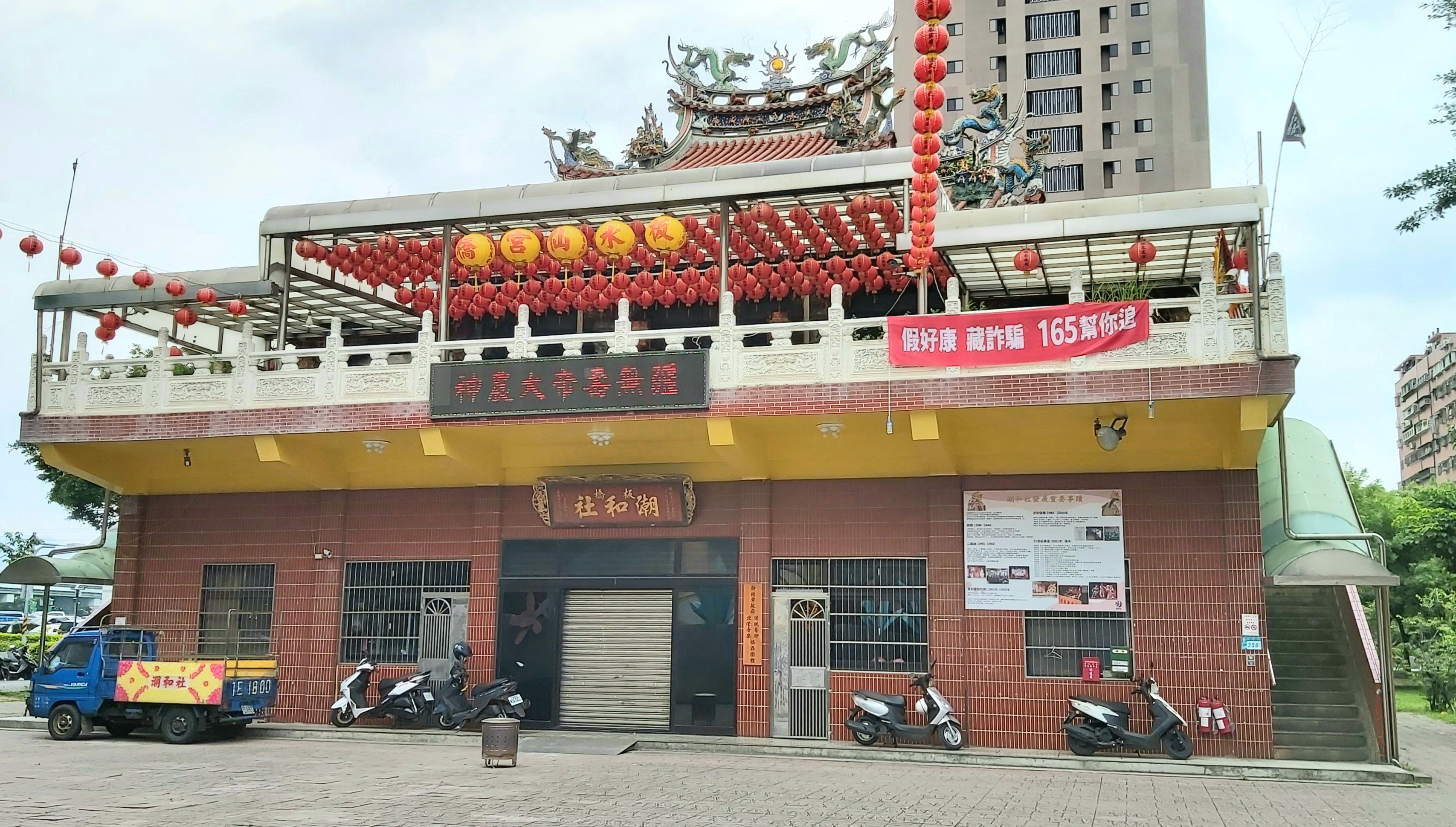
板橋水仙宮

溪頭里為台灣新北市板橋區轄下之一里，面積約0.7865平方公里。昔時江子翠地區，因其地舊有溪頭地名，故云。 溪頭里於1980年2月1日由江翠里分出。里內有溪頭公園，內有廣場、健康步道、遊樂場、鐘塔、籃球架、涼亭、室外體健設施等。 里內有水仙宮，主祀水仙尊王。